# Victor Dziekiewicz
Victor Ignacio Dziekiewicz (1951, Buenos Aires, Argentina - ngày 1 tháng 3 năm 2015, Chicago, Hoa Kỳ) là một kiến trúc sư sống tại Chicago, chủ sở hữu của DesignBridge LTD., và là giáo sư tại Đại học Bắc Illinois.

## Kháng cáo xây dựng và bảo tồn
Ông đã phục vụ 2 nhiệm kỳ dưới thời Richard M. Daley trong hội đồng kháng cáo xây dựng thành phố Chicago, và dưới thời Rahm Emanuel là thành viên của Ủy ban về địa danh Chicago. Dziekiewicz chấp thuận việc bảo tồn Tòa nhà Liên minh Quốc gia Ba Lan tại Quảng trường Noble.